# Centre spatial de Tsukuba

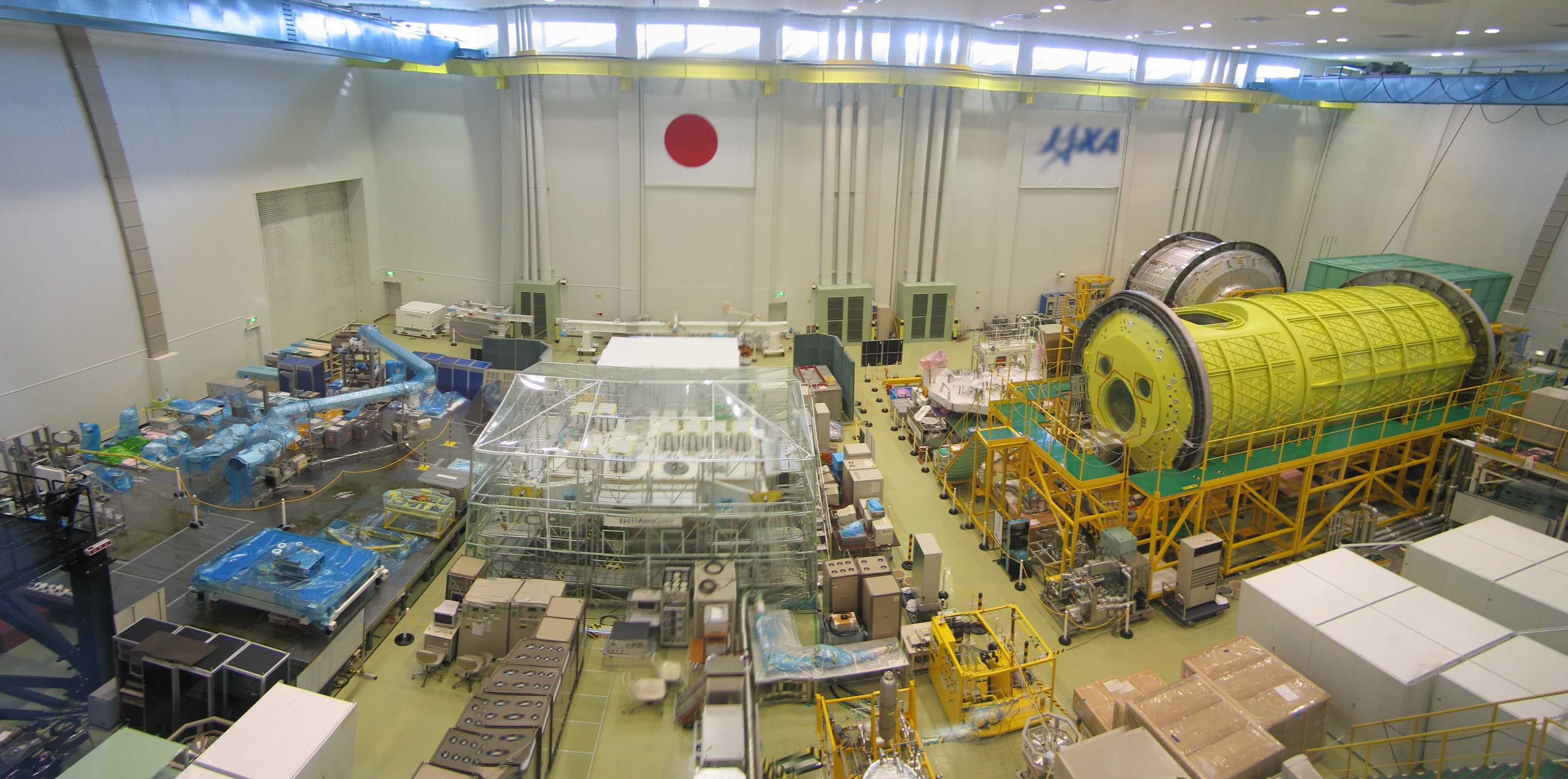
Intérieur du bâtiment destiné à l'assemblage de Kibo.

Le centre spatial de Tsukuba (TKSC) situé à Tsukuba à 50 km au nord-est de Tokyo est le principal établissement de l'agence spatiale japonaise. Sur le site d'une superficie de   530 000 m² se trouvent les principales installations de recherche, développement et de test de l'agence spatiale :
- Plusieurs installations de test : table vibrante, test radio, chambre reproduisant les conditions spatiales (vide, thermique) de 14 mètres de diamètre
- Centre d'assemblage et de test du module de la station spatiale internationale Kibō .
- Une partie de l'ISAS
- Cinq directions de l'agence spatiale sont basées sur le site : transports spatiaux, applications spatiales, vols habités, et une partie de l'ISAS (satellites scientifiques et sondes spatiales), tests, recherche aéronautique[1].